# Железнодорожный переулок (Ломоносов)
Железнодоро́жный переулок — переулок в городе Ломоносове Петродворцового района Санкт-Петербурга, в историческом районе Мартышкино. Проходит от Заводского переулка на юго-запад в направлении к дому 4 по Заводской улице.
Первоначальное название — Заводска́я улица. Оно появилось в 1950-х годах и связано с тем, что улица вела к кирпичному заводу (Заводская улица, 5а, ныне снесён).
1 декабря 1967 года улицу переименовали в Железнодорожный переулок, поскольку она начинается от Балтийской железнодорожной линии. Позднее название Заводская улица перешло на соседнюю улицу.